# A BEST 2
A BEST 2 es la segunda compilación de grandes éxitos de la cantante japonesa Ayumi Hamasaki, lanzado en dos formatos el día 28 de febrero del año 2007 bajo el sello avex trax.

## Detalles
Finalmente se lanza esta segunda compilación Best tras la primera compilación A BEST lanzada hace seis años, que logró vender 4.5 millones de copias y convertirse en el álbum más exitoso en toda su carrera, siendo también el segundo álbum mejor vendido del año 2001.
El explosivo lanzamiento de este álbum es en dos formatos, llamados respectivamente "A BEST 2 -BLACK-" y "A BEST 2 -WHITE-". Ambos álbumes son vendidos en forma separada en distintos discos, y los colores blanco y negro también separan el distinto contenido de las canciones entre ambos. La razón para diferenciar estas dos versiones del mismo álbum en dos versiones distintas con dos colores distintos es principalmente para diferenciar en contenido de los temas presentes en cada disco -en forma general para separar los temas alegres de los tristes-. La selección de los trabajos se considera desde el periodo del lanzamiento del sencillo "evolution" del año 2001 hasta "Bold & Delicious / Pride" de finales del año 2005 (aunque este último no haya sido incluido en el disco). Los temas del más reciente álbum de Ayumi, "Secret", han sido descartados para estar presentes dentro del álbum se cree por dos razones. La primera, y quizás la más obvia, es que no se quiere perjudicar en ventas al álbum "Secret" y a sus respectivos singles promocionales que fueron lanzados a lo largo del año 2006, ya que actualmente es el álbum que ha logrado las ventas más pequeñas de la artista desde su álbum debut. La razón que Ayumi dio en una entrevista acerca de por qué no incluyó los temas de este álbum es porque ella misma consideró que esos temas quedaran fuera de lugar en el álbum, ya que los temas desde el 2006 para la artista representan una nueva etapa en su carrera, que ya queda fuera del periodo anterior.
Según la misma página de Ayumi Hamasaki en japonés ha confirmado, todos los temas presentes en ambos álbumes han sido remasterizadas en un estudio de Los Ángeles, Estados Unidos. Los dos discos vienen en ediciones de solo el disco, y aparte una edición con dos DVD. En el primer DVD tanto de las ediciones blanca y negra, se incluyen los videos musicales de los temas presentes en el disco de audio, a excepción de los temas del sencillo "H", para los que no fueron hecho videos. En reemplazo a un video promocional es incluido el comercial del sencillo hecho para la televisión.

## A BEST 2 -BLACK-

### Detalles
En la versión negra del álbum son incluidas las canciones más profundas de Ayumi Hamasaki desde el periodo del 2001 al 2005. No solo son incluidos temas que han sido sencillos, tres temas que son "walking proud", "Because of You" y "About You" solo han sido temas de álbum, aunque tuvieron videos promocionales. Esta es la única versión que incluye un tema nuevo, que es "part of Me", tema que ha sido el principal enfoque de promoción para el lanzamiento, ha sido escogido como tema promocional para un comercial de una de las cámaras digitales de Panasonic, y también se ha grabado un video musical.
Causó gran expectación el que ha solo días previos al lanzamiento del álbum se supo que tras "part of Me" estaba oculta una canción secreta. Posteriormente se supo que dicha canción era "Memorial address", pero no se le acredita en ninguna parte del álbum. En un total son dieciséis canciones presentes en el disco.

### Canciones

#### CD
1. Dearest
2. CAROLS
3. No way to say
4. HANABI
5. walking proud
6. Free & Easy
7. Endless sorrow
8. Because of You
9. About You
10. GAME
11. is this LOVE?
12. HANABI ～episode II～
13. NEVER EVER
14. HEAVEN
15. part of Me
canción oculta: Memorial address

#### DVD1
1. Dearest
2. CAROLS
3. No way to say
4. walking proud
5. Free & Easy
6. Endless sorrow
7. Because of You
8. About You
9. GAME
10. is this LOVE?
11. HANABI ～episode II～
12. NEVER EVER [promotional clip]
13. HEAVEN
14. part of Me
15. h [TV-CM]

#### DVD2
Documentary Film of COUNTDOWN LIVE 2006-2007 A
Grabación tipo documental del concierto ayumi hamasaki BEST of COUNTDOWN LIVE 2006-2007 A realizado en vísperas de año nuevo 2007. Son aproximadamente 90 minutos de escenas exclusivas anexas al concierto.

## A BEST 2 -WHITE-

### Detalles
En la versión blanca del álbum son incluidas las canciones más alegres y livianas de Ayumi Hamasaki desde el periodo del 2001 al 2005. Al igual que en la edición negra en este disco han sido incluidas algunas canciones que no fueron sencillos, pero si se hicieron de alguna u otra forma populares, como es el caso de las canciones "Humming 7/4", "Real me" y "my name's WOMEN". Esta edición no contiene temas nuevos, pero sí en la edición con DVD incluye el concierto ayumi hamasaki BEST of COUNTDOWN LIVE 2006-2007 A grabado el 31 de diciembre de 2006 en vísperas de año nuevo.

### Canciones

#### CD
1. evolution
2. Greatful days
3. independent
4. Humming 7/4
5. UNITE!
6. Real me
7. my name's WOMEN
8. ourselves
9. INSPIRE
10. STEP you
11. July 1st
12. Fairyland
13. Voyage
14. Moments
15. A Song is born

#### DVD1
1. evolution
2. Greatful days
3. Humming 7/4
4. UNITE! [promotional clip]
5. Real me
6. my name's WOMEN
7. ourselves
8. INSPIRE
9. STEP you
10. fairyland
11. Voyage
12. Moments
13. h [TV-CM]

#### DVD2
ayumi hamasaki BEST of COUNTDOWN LIVE 2006-2007 A
1. Not yet
2. ourselves
3. Fly high
4. Beautiful Fighters
5. NEVER EVER
6. A Song for ××
7. No way to say
8. Free & Easy
9. evolution
10. flower garden
11. until that Day...
12. AUDIENCE
13. Boys & Girls
-encore-
14. Trauma
15. independent
16. Humming 7/4
17. BLUE BIRD